# Спосіб трикутників (картографія, маркшейдерія)
Спосіб трикутників  – спосіб побудови різних геолого-промислових карт, які характеризуються розподілом якого-небудь параметра пласта або експлуатаційного об’єкта (товщини, пористості, тиску і ін.) по площі, за якого площа покладу розбивається на трикутники з свердловинами в їх вершинах, і значини параметрів інтерполюються по сторонах суміжних трикутників.
У пізньому Середньовіччі метод трикутників у знімальних роботах добре описаний у праці Георга Агріколи De Re Metallica (1556 р.):
| Маркшейдер також визначає в штольнях та інших виробках межу, точно відповідну межі гірничого відводу, встановлену бергмайстером на поверхні. Обидва роди вимірювань засновані на вимірюванні трикутників . Вимірюють невеликий трикутник і по ньому роблять висновки про великому трикутнику. При цьому потрібно особливо остерігатися, щоб не допускати відхилення від правильної міри, тому що якщо на початку роботи допущена по недбалості вельми мала похибка, вона може спричинити за собою зрештою дуже великі помилки. |